# Jomar Fernandes
Jomar Fernandes Pereira Filho, mais conhecido como Jomar Fernandes (São Luís, 23 de janeiro de 1958) é um político brasileiro, filiado ao Partido dos Trabalhadores (PT). Ele foi prefeito de Imperatriz (2001–2005), deputado estadual (1999–2001). Jomar é casado com Teresinha Fernandes.

## Biografia
Jomar Fernandes é graduado em Estudos Sociais pela Federação das Escolas Superiores do Maranhão, atual Universidade Estadual do Maranhão (UEMA), em Ciências Econômicas pela Universidade Federal do Maranhão (UFMA) e Mestre em Desenvolvimento Socioeconômico pela UFMA.
É auditor fiscal da Secretaria de Estado da Fazenda do Maranhão desde 1987, onde exerceu os cargos de Supervisor Tributário (1995-1996) e Chefe da Fiscalização da Regional de Açailândia - MA (1992-1994).
Em 1994, foi candidato, pelo PT, a vice-governador, na chapa de Jackson Lago. No segundo turno, o PT apoiou Epitácio Cafeteira.
Em 1998, foi eleito deputado estadual, com 11.324 votos.
Em 2000, foi eleito prefeito de Imperatriz.
Em 2002, no início da campanha, preferiu Jackson Lago. Geraldo Accioly cobrou o empenho dos petistas na campanha de Raimundo Monteiro.
Em 2004, tentou a reeleição, pela coligação Pra fazer mais (PT, PPS, PCB, PMN, PL, PRONA, PSDC), sendo derrotado por Ildon Marques.
Em 2006, foi candidato a deputado federal, recebendo 40.212 votos, não sendo eleito.
Em 2008, é candidato à prefeitura de Imperatriz novamente, obtendo o 4º lugar.